# 即興曲集第一集
『即興曲集第一集』（そっきょうきょくしゅうだいいっしゅう）は、2017年3月29日に発売された3776の2枚組ライブ・アルバム。

## 解説
- 井出ちよのがループマシン、プロデューサーの石田彰がギターなどを演奏するライブスタイル「3776Extended」で、2015年2月から2016年12月にかけて披露されたパフォーマンスに編集を加えたものである[1]。
- 「即興曲は難解で楽しくない？ 楽器ができなきゃ即興曲はできない？ そんな今までの、あなたの概念を覆す体験を、このCDで。これは、アイドルというジャンルで可能になった、新しいタイプの『即興曲』。『―アイドルの主流は、即興曲―』次の時代を生きる方は、そんな未来の可能性も感じられることでしょう」との解説が、CDの帯の裏に添えられている[1]。
- 編集前のパフォーマンスのいくつかがYouTubeの3776チャンネルに動画で公開されている[2]。
- 2017年5月30日に配信版が発売された[3]。

## 収録曲
- DISC 1

1. 即興曲 150208
2. 即興曲 150321
3. 即興曲 150405
4. 即興曲 150418
5. 即興曲 150419
6. 即興曲「ドローン〜富士信仰」 160116
7. 即興曲 160116
8. 即興曲 160615
9. 即興曲 160629
10. 即興曲 160713

- DISC 2

1. 即興曲 160727
2. 即興曲 160810
3. 即興曲 160824
4. 即興曲 160907
5. 即興曲 160921
6. 即興曲 161012
7. 即興曲 161026
8. 即興曲 161109
9. 即興曲 161123
10. 即興曲 161207
11. 即興曲 161221